# Episodi di The O.C. (quarta stagione)
La quarta e ultima stagione di The O.C. è stata trasmessa negli Stati Uniti in prima visione sul canale televisivo Fox dal 2 novembre 2006 al 22 febbraio 2007. 
In Italia, la stagione è stata trasmessa in anteprima su Mediaset Premium in pay per view dal 12 aprile al 31 maggio 2007 e poi in chiaro da Italia 1 dal 2 al 23 maggio 2008 in collocazione pomeridiana.
| nº | Titolo originale              | Titolo italiano                    | Prima TV USA     | Prima TV Italia |
| -- | ----------------------------- | ---------------------------------- | ---------------- | --------------- |
| 1  | The Avengers                  | I vendicatori                      | 2 novembre 2006  | 12 aprile 2007  |
| 2  | The Gringos                   | I Gringos                          | 8 novembre 2006  | 12 aprile 2007  |
| 3  | The Cold Turkey               | Il tacchino freddo                 | 9 novembre 2006  | 19 aprile 2007  |
| 4  | The Metamorphosis             | La metamorfosi                     | 16 novembre 2006 | 19 aprile 2007  |
| 5  | The Sleeping Beauty           | Il bell'addormentato               | 30 novembre 2006 | 26 aprile 2007  |
| 6  | The Summer Bummer             | I problemi di Summer               | 7 dicembre 2006  | 26 aprile 2007  |
| 7  | The Chrismukk-huh?            | Realtà parallela                   | 14 dicembre 2006 | 3 maggio 2007   |
| 8  | The Earth Girls Are Easy      | Le ragazze della Terra sono facili | 28 dicembre 2006 | 3 maggio 2007   |
| 9  | The My Two Dads               | Tra due fuochi                     | 4 gennaio 2007   | 10 maggio 2007  |
| 10 | The French Connection         | La stagione delle pesche           | 11 gennaio 2007  | 10 maggio 2007  |
| 11 | The Dream Lover               | L'amante dei sogni                 | 17 gennaio 2007  | 17 maggio 2007  |
| 12 | The Groundhog Day             | Il Giorno della Marmotta           | 25 gennaio 2007  | 17 maggio 2007  |
| 13 | The Case of the Franks        | La forza del destino               | 1º febbraio 2007 | 24 maggio 2007  |
| 14 | The Shake Up                  | Il grande passo                    | 8 febbraio 2007  | 24 maggio 2007  |
| 15 | The Night Moves               | Manovre notturne                   | 15 febbraio 2007 | 31 maggio 2007  |
| 16 | The End's Not Near, It's Here | Nella fine, il principio           | 22 febbraio 2007 | 31 maggio 2007  |

## I vendicatori
- Titolo originale: The Avengers
- Diretto da: Ian Toynton

### Trama
Sono passati 5 mesi dalla morte di Marissa e tutti hanno cambiato vita: Ryan non è andato a Berkeley e si è trovato un'occupazione; Sandy ha ripreso il suo vecchio lavoro come avvocato d'ufficio; Summer ha già iniziato l'università mentre Seth è ancora a Newport, lavora in una fumetteria e passa molto tempo con Neil; Kaitlin ha fatto amicizia con i fratelli di Luke, per sfruttarli a suo piacimento, e Taylor si è rifugiata a Parigi, alla Sorbona. O almeno così credono tutti, dal momento che lei è tornata a O.C senza dirlo a nessuno. Ryan lavora in un locale malfamato e vive in uno stanzino adiacente al posto di lavoro. I Cohen lo invitano a cena per parlare un po' visto che dopo la morte di Marissa è sparito e, non avendolo visto, Seth lo va a cercare, scoprendo che, oltre a fare il barista, partecipa a delle lotte di pugilato clandestine, facendosi massacrare volontariamente. Cacciato in malo modo da Ryan, Seth inoltre è a terra perché non riesce a sentire Summer che alla Brown è impegnata come attivista assieme a Chè, un ragazzo fissato con le azioni umanitarie. Nel frattempo Julie Cooper è ancora segnata dalla morte della figlia: prende pillole in continuazione e fa le cose più strane per occupare la mente. Il suo rapporto con Neil sembra alla deriva. Kaitlin, intanto, vede Neil assieme a Gloria, la sua ex moglie, e gli chiede spiegazioni; non ottenendole inizia il suo ricatto promettendo silenzio con la madre in cambio di vari regali. Informata da Seth, Summer torna per aiutare Ryan. Il suo rapporto con Seth pare essersi molto raffreddato; durante un'uscita con il padre, poi, scopre che anche Taylor è tornata. Julie vede Ryan perché vorrebbe consegnargli un fascicolo in cui ci sono informazioni sul luogo in cui si trova Volchock, ma lui rifiuta di prenderlo. Grazie ad un pretesto, Summer lo trascina alla fumetteria e lui vi ritrova la famiglia riunita; le loro parole, assieme ad un fumetto disegnato per l'occasione, lo convincono a fare ritorno a casa, ma anche ad accettare il fascicolo di Julie. Per la prima volta, Ryan si reca alla tomba di Marissa; in seguito accetta un incontro con l'uomo che lo aveva precedentemente picchiato, ma stavolta è Ryan a vincere l'incontro. Summer non riesce a stare a casa, perché le fa tornare in mente troppi ricordi tristi, e così decide di scappare e crearsi una nuova vita lontano da tutti partendo improvvisamente per tornare a Providence.
- Altri interpreti: Chris Pratt (Ché), Michael Nouri (Dr. Neil Roberts), Paula Trickey (Veronica Townsend), Kimberly Oja (Taryn Baker), Channon Roe (Jake), Wayne Dalglish (Brad Ward), Corey Price (Eric Ward), Ben Diskin (Phillip), Todd Bosley (Leon), Tom Biagini (Barista dello yacht club da giovane), Parvesh Cheena (Passerby), DJ Rabiola (Ragazzo sospetto n. 1), Fivel Stewart (11 Year Old Girl), Tony Besson (Ragazzo sexy allo yacht club)
- Musica: Running Up That Hill - Placebo, Save Me - Jude, Song for Sunshine - Belle & Sebastian, Mr. Blue - Catherine Feeny, Bootleg Saint - Sam Roberts, A Bad Dream - Keane

## I Gringos
- Titolo originale: The Gringos

### Trama
Ryan decide di partire per il Messico per vendicare Marissa e fortunatamente Seth viene a conoscenza dei suoi piani e lo accompagna per dissuaderlo; intanto Summer è arrivata alla Brown e scopre Taylor nella sua camera. Julie invece viene convocata a scuola a causa del pessimo rendimento scolastico di Kaitlin e le due dovranno partecipare insieme ad una raccolta di vestiti per beneficenza; Seth riesce a lasciare un messaggio ai genitori e quando Ryan lo scopre lo lascia solo e va a cercare Volcheck. Taylor scopre che all'università nessuno è a conoscenza del fatto che Summer abbia un ragazzo e cerca di farle rimettere la testa a posto; Seth invece, uscito per ritrovare Ryan si imbatte in un gruppo di militari molto allegri che lo fanno ubriacare. Dopo essersi fatto un tatuaggio assieme a loro, ricomincia a cercare l'amico ed una ragazza lo aiuta, dicendogli dove trovare Volchock; Sandy e Kirsten, in pensiero, raggiungono i figli mentre Taylor decide di tornare a Newport dopo aver fatto notare a Summer che l'aveva raggiunta per confidarle il motivo per cui è scappata da Parigi: il suo avventato matrimonio con un francese ed il prossimo divorzio. Seth dice a Ryan dove trovare Volchock, ma questi, quando arriva all'indirizzo, non trova nessuno; l'amico infatti ha deciso di andarci a parlare lui per consigliargli di costituirsi, lui però preferisce scappare. A questo punto arrivano Sandy e Kirsten mentre Summer e Taylor si chiariscono e fanno pace. A scuola la preside informa Julie che sua figlia, assieme ai gemelli Ward, ha rubato dei vestiti per rivenderli ad un negozio di abiti dismessi e lei non sa cosa fare per rimetterla in riga, quando poi Sandy la minaccia di denunciarla per aver dato quelle informazioni a Ryan, crolla. Tornati a casa, Seth cerca di chiarirsi con Ryan che però non gli rivolge la parola e lo ignora, facendo dispiacere Seth.
- Altri interpreti: Chris Pratt (Ché), Cam Gigandet (Kevin Volchok), Tia Carrere (Dean Torres), Michelle Ongkingco (Amber), Steve-O (Primo marine), Johnny Michaels (L'enorme barista), Wayne Dalglish (Brad Ward), Corey Price (Eric Ward), Sandra Ramírez (Cameriera)
- Musica: Fire Island,AK - The Long Winters, Pa´Arriba - Descemer, Quiero Mi Pastilla - Plastillina Mosh, La Chirriona - Banda Jerez, Can You Feel It? - Lockdown Project, Lagrimas de Oro - Manu Chao, The End´s Not Near - Band of Horses

## Il tacchino freddo
- Titolo originale: The Cold Turkey
- Diretto da: Michael Lange

### Trama
Ryan non rivolge la parola a nessuno, ma è il Giorno del Ringraziamento, e Kirsten ci tiene a passarlo tutti insieme; Sandy invece riceve una chiamata di Volchock che è tornato a Newport per costituirsi e gli chiede di poter essere il suo avvocato. Taylor intanto si è rifugiata di nascosto in camera di Seth mentre Summer è indecisa se tornare a casa o meno, prende la decisione soltanto per aiutare il padre e non sa come comportarsi con il fidanzato. Julie non perde tempo e cerca di rintracciare nuovamente Volchock; Kirsten invece scopre Taylor in casa e, dopo essersi fatta raccontare tutto, si propone di iniziare il discorso con sua madre. Ryan vede Sandy e Volchock insieme e dopo aver litigato con il primo esce per cercare il secondo. Summer intanto non riesce ad essere serena con Seth dal momento che le torna sempre in mente Marissa, decide così, per non restare sola con lui, di andare alla mensa dei poveri ed invitarne qualcuno a casa Cohen per la cena. Taylor invece parla con la madre che si arrabbia molto per la sua decisione avventata, Kirsten la invita a restare un paio di giorni da loro. Sandy decide di portare Ryan da Volchock e, nonostante l'indole di Ryan, alla fine decide di non picchiarlo e lascia che la polizia lo prenda in consegna. Seth e Summer parlano di Marissa, ma lei non è ancora pronta ad affrontare l'argomento e così decide di tornare a Providence mentre Neil, che l'ha accompagnata in aeroporto, le comunica il suo prossimo trasferimento a Seattle, esplicito il riferimento al Seattle Grace Hospital di Grey's Anatomy, in seguito alla rottura con Julie.
- Altri interpreti: Michael Nouri (Dr. Neil Roberts), Cam Gigandet (Kevin Volchok), Lamont Thompson (Greg Hoades), Paula Trickey (Veronica Townsend), Scott Krinsky (Darryl), David Stifel (Bill), Sandra Marshall (Signora con i campioni), Erin Foster (Heather), Keli Daniels (Karen), Jonathon Trent (Kyle)
- Musica: Once More With Feeling - Get Cape. Wear Cape. Fly, Black Swan - Thom Yorke, All My Days - Alexi Murdoch

## La metamorfosi
- Titolo originale: The Metamorphosis
- Diretto da: Norman Buckley

### Trama
Summer entra in terapia e quando Seth la va a trovare, rivede la ragazza che ha tanto amato; Ryan invece si butta sull'esercizio fisico e sul nuovo lavoro in un ristorante. Taylor poi gli chiede un favore: di stare assieme a lei durante la visita di Henri-Michel, suo marito francese. In realtà si presenta il suo avvocato, per convincerla a ritornare in Francia e così lei fa credere che Ryan sia il suo amante. Julie promette a sé stessa, e scommette con la figlia, di lasciar perdere gli uomini e chiede a Kirsten di poter riaprire l'agenzia "Cuori Solitari" per tenersi impegnata; Kaitlin dal canto suo promette di tenersi lontana dai guai. Entrambe però vengono tentate: la prima da un appuntamento con un eventuale, giovane ragazzo, e la seconda all'idea di avere un documento falso. Summer intanto si rende conto di aver sposato per davvero le idee ambientaliste, e riprende i suoi impegni con Chè; questi poi fa capire a Seth le loro idee e anche lui inizia a crederci. Decide poi di partire per lasciare a Summer i suoi spazi. Taylor intanto, grazie a Ryan, riesce a risolvere i suoi problemi col marito ed inizia a capire di provare qualcosa per lui.
- Altri interpreti: Chris Pratt (Ché), José Zúñiga (Jason Spitz), William Abadie (Jean Claude), Kimberly Oja (Taryn Baker), Wayne Dalglish (Brad Ward), Corey Price (Eric Ward), Zach Schenkkan (Ragazzo), Jordan Mantell (Sketchy Dude), Gil Glasgow (Guardia della sicurezza), Jack Guzman (buttafuori), Artem Chigvinsev (Dmitry), Jeffrey Drew (Rappresentante della linea aerea)
- Musica: Hello Sunshine - Syd Matters, Orange Crush - Editors, De Un Mundo Raro - Ranchera All Stars, Pageant Of The Bizarre - Zero 7, Ella - Ranchera All Stars, Love Me Or Hate Me - Lady Sovereign, Dem Jeans - Chingy, Pa Todo El Ano - Ranchera All Stars, Siempre Hace Frio - Ranchera All Stars, Voodoo - Chelo, Tu Solo - Ranchera All Stars, Cava Del Rio - Senza, Love You 'Till The End - The Pogues

## Il bell'addormentato
- Titolo originale: The Sleeping Beauty
- Diretto da: Ian Toynton
- Scritto da: John Stephens

### Trama
Taylor chiede a Seth di organizzarle un appuntamento con Ryan e quando scopre che lui ha problemi di insonnia si propone di aiutarlo a risolverli; Julie invece conosce Spencer, istruttore di tennis di Kaitlin, per il quale ha subito un debole. L'agenzia sua e di Kirsten intanto ha problemi di fondi e Sandy assicura di riuscire a trovare un finanziatore. Summer e Chè organizzano un'azione per salvare dei conigli dal laboratorio di biologia, ma vengono identificati e ripresi dalla presidenza; Julie intanto riesce a baciare Spencer e quando Kaitlin la scopre si infuria, dal momento che lui piaceva anche a lei. Per fargliela pagare si fa accompagnare da questi alla festa organizzata da Sandy per convincere il finanziatore della società, Gordon Bullit: peccato che Spencer e Gordon siano padre e figlio e così il finanziamento rischia di non andare in porto; grazie all'intervento di Kaitlin però, Gordon accetta. Ryan confida a Seth di essere convinto che tra lui e Taylor non ci potrà mai essere nulla e lei sente tutto; ma si stupisce ugualmente di quanto lo conosca e del fatto che sappia sempre quello che pensa. Summer, davanti alla direzione, difende Chè mentre questi le attribuisce la paternità di alcune azioni e così lei è nei guai e rischia l'espulsione. Taylor chiede a Ryan un bacio, per provargli che tra loro c'è davvero qualcosa; in cambio gli promette che se non sente nulla lo lascerà perdere: restano entrambi sconvolti dal bacio ma nessuno lo ammette, lei se ne va, e lui risolve il suo problema di insonnia.
- Altri interpreti: Chris Pratt (Ché), Gary Grubbs (Gordon Bullit), Brandon Quinn (Spencer Bullit), Michelle Ongkingco (Amber), Kat Sawyer-Young (Capo decano), Matt Crabtree (Scienziato del college), Wayne Dalglish (Brad Ward), Corey Price (Eric Ward), Jorg Sirtl (German Personal Trainer), Teddy Wenger III (Barista)
- Musica: Gubbish - Chad VanGaalen, Float On - Goldspot, Waiting to Die - Zero 7, While You Were Sleeping - Elvis Perkins, Under the Sea - Digby Jones, Butterfly - Tom Quick, Need Music - Ben Gidsjoy, Without You - Brother and Sisters

## I problemi di Summer
- Titolo originale: The Summer Bummer
- Diretto da: Michael Lange, Ian Toynton
- Scritto da: Josh Schwartz, Erica Messer staff (scrittore), Stephanie Savage staff (scrittore), Stephanie Savage (scrittore), Josh Schwartz (scrittore)

### Trama
Ryan inizia ad avere delle allucinazioni che riguardano Taylor mentre Seth decide di partire per andare a visitare la sua nuova università e per stare un po' con Summer che, a causa dell'irruzione nel laboratorio, viene sospesa dai corsi. Ryan chiede consiglio a Kirsten, che suggerisce di dare una possibilità a Taylor e così lui le chiede di uscire; a scuola intanto Kaitlin conosce Olivia e Leah, che si fanno trattare come serve da Riley, una ragazza stupida e superficiale. L'appuntamento non va molto bene dal momento che Ryan non si sente tranquillo; Seth e Summer invece non si incontrano dal momento che lui è a Providence, mentre lei è tornata a Newport per fargli una sorpresa. Quando lui scopre quello che ha fatto Chè, decide di vendicarsi, ma lui sparisce misteriosamente dalla circolazione. Gordon ci prova con Julie, ma lei non ci sta, così questi trova dei giovani scapoli, compreso suo figlio, per organizzare i loro nuovi incontri in cambio di un weekend solo con lei; Kaitlin invece a scuola inventa una festa per salvare dall'imbarazzo Olivia e Leah, che non sono state invitate a quella di Riley. Chè si presenta a casa di Summer e si ammanetta a lei per riuscire a fare pace mentre Julie parte per un weekend improvvisato assieme a Gordon, Sandy e Kirsten. Kaitlin riesce così ad organizzare la sua festa e scopre che Connor, il ragazzo di Riley è gay; quando questa arriva, ammette la sua vittoria su tutta la linea. Anche Seth e Ryan fanno una comparsata: il primo, assieme a Summer, fa pace con Chè; Ryan invece bacia Taylor, pur mettendo in chiaro il fatto che non è pronto per una relazione seria; Taylor gli propone, allora, una relazione solo fisica. Julie pare piacere davvero a Gordon mentre lei scopre che Spencer, che ora lavora per la loro azienda, è un gigolò.
- Altri interpreti: Chris Pratt (Ché), Gary Grubbs (Gordon Bullit), Brandon Quinn (Spencer Bullit), Kat Sawyer-Young (Capo decano), Wayne Dalglish (Brad Ward), Ashley Benson (Riley), Corey Price (Eric Ward), Chris Dotson (Roger), Kaili Thorne (Olivia), Janel Parrish (Leah), Daniel Booko (Connor), Kelly Hare (Pam), Stephen DeCordova (Dalton), Daniel Graves (giudice di pace).
- Musica: Hot Girls in Good Moods - Butch Walker, Daisychains - Youth Group, Good Clean Fun (nobody remix) - Clearlake, Deadwood - Dirty Pretty Things, Under the Sea - Digby Jones, Put Your Money Where Your Mouth Is - Jet, Stay Put - The Blood Arm, Inside Your Head - Eberg

## Realtà parallela
- Titolo originale: The Chrismukk-huh?
- Scritto da: J.J. Philbin, John Stephens
- Diretto da: Ian Toynton

### Trama
Ryan riceve una lettera, inviatagli da Marissa il giorno della sua morte, che è appena arrivata a causa di un disguido postale; è Chrismukkah e deve montare le lucine sul tetto; litigando con Taylor che lo riprende per non volerla invitare a cena dai Cohen i due cadono dalla scala e perdono conoscenza. Durante il coma vivono un'esperienza in un universo parallelo in cui nessuno dei loro famigliari ed amici li riconosce e le cose sono completamente diverse dal mondo reale: Sandy è sindaco di Newport e sposato con Julie Cooper che si occupa delle persone bisognose, Seth va alla Brown ed è senza amici, Summer è una pettegola che sta per sposare Chè, rampollo poco serio di Newport, Kirsten è la donna di ghiaccio del principio ed è sposata con Jimmy Cooper, Marissa sembra essere viva, e frequenta Berkeley. Quando Taylor lo rivela a Ryan, questi le fa capire che nel caso in cui Marissa fosse viva lui non vorrebbe più svegliarsi dal coma; decide di andare a prenderla in aeroporto ma qui troverà Kaitlin: Marissa è morta tre anni prima, suicida a Tijuana. Ryan così si rende conto di aver regalato alla ragazza, salvandola dall'overdose, tre anni di vita in più, ma che non era comunque destino che vivesse; l'unica missione da portare a termine dunque, pare sia quella di ristabilire le giuste coppie. Taylor, dal canto suo, scopre di essere un maschio in questo mondo e di essere comunque trattata male dalla madre; dopo averla finalmente affrontata si risveglia dal coma: era questo il suo unico obiettivo. Ryan, rimasto solo e svelato al Sandy parallelo la giusta disposizione di quell'universo, capisce di dover leggere la lettera di Marissa, e superare il trauma della sua morte per sempre; in quel momento saluta definitivamente la sua amata e si sveglia anche lui, con sollievo di tutti. Anche Julie legge la lettera, in cui Marissa scriveva a Ryan che, pur amandolo, non potevano stare insieme, ma dovevano guardare al loro futuro.
- Altri interpreti: Corey Price (Eric Ward), Wayne Dalglish (Brad Ward), Tate Donovan (Jimmy Cooper), Chris Pratt (Che), Stephen O'Mahoney (poliziotto), Kim Evey (dottore), Ashley Hartman (Holly Fischer), Patty Onagan (Mima), Dan Jongebloed (alter ego Taylor), Lily Rains (infermiera), Mark Daniel Cade (guardia), Scott Krinsky (Darryl), Jeff Witzke (giornalista), Craig Susser (cameriere), Paula Trickey (Veronica Townsend)
- Musica: California - Mates of State, Paranoid Android - Sia, Into Dust - Ashtar Command
- NB: Anche se solo per pochi secondi, nell'episodio si vede chiaramente un cartellone Archiviato il 20 aprile 2015 in Internet Archive. che pubblicizza la presenza ad un evento di una star del surf: Johnny Harper. Questo vuol dire che nella realtà parallela, Johnny, a differenza di Marissa, è ancora vivo. Questo fa pensare che la morte di Johnny non fosse predestinata come quella di Marissa, e che la causa fu dunque l'aver conosciuto la ragazza.

## Le ragazze della Terra sono facili
- Titolo originale: The Earth Girls Are Easy
- Diretto da: Norman Buckley
- Scritto da: Mark Fish

### Trama
Ryan decide di portare Taylor a Las Vegas per Capodanno mentre Seth non ha idee, e Summer ne è molto delusa; Seth decide così di autoinvitarsi nonostante il disappunto di Ryan. Julie intanto continua, all'insaputa di Kirsten, gli affari con Spencer e viene scoperta da Frank Atwood, il padre di Ryan, appena tornato in città ed amico di Gordon. Taylor scopre che Summer ha un ritardo e compra un test di gravidanza per chiarire la situazione, l'amica però, cerca in tutti i modi di evitare l'argomento. Gordon continua a provarci con Julie, che sembra non volerne sapere; Kaitlin gli consiglia di ignorarla per essere sicuro di attirare la sua attenzione. Lui affida a Frank la contabilità dell'agenzia per cuori solitari e porta Julie alla sua veglia di capodanno. Intanto Summer si è convinta a fare il test, ma non vede il risultato dal momento che una ragazza ruba la borsa in cui era contenuto lo stick: inizia così un inseguimento che li porta ad una discoteca. Ryan conclude che Taylor potrebbe essere incinta ed i due litigano per questo motivo; anche Summer si arrabbia con Seth perché gioisce per il fatto che il test non sia suo: le due amiche decidono di andarsene e lasciarli a piedi. A Newport alla festa arriva anche Frank che copre Julie davanti a Kirsten riguardo ai suoi affari illegali; in cambio le chiede di raggiungerlo in hotel dove le chiede informazioni sui Cohen e le rivela di essere il padre di Ryan. Sandy vede l'uomo ed è convinto di conoscerlo, scorrendo dei fascicoli, poi, capisce che è il padre di suo figlio adottivo; Kaitlin invece fa amicizia con Gordon, che si rivela un uomo molto affettuoso e disponibile. Alla fine Ryan, Seth, Summer e Taylor si reincontrano a casa e fanno pace; Seth chiede a Summer di sposarlo e lei accetta, poi guardano il test e scoprono di non aspettare un bambino.
- Altri interpreti: Gary Grubbs (Gordon Bullit), Kevin Sorbo (Frank Atwood), Brandon Quinn (Spencer Bullit), Diana Gitelman (Ragazza aliena), Samuel Mongiello (Alieno massiccio), Jonathan Kowalsky (Fan), Ammar Mahmood (Samir), Lee Zagari (Abuss)

- Musica: Warung Beach - John Digweed, Smile Like You Mean It - Tally Hall, Desafinado - Si Zentner, Dogzilla - Dogzilla, Something for Cat - Henry Mancini

## Tra due fuochi
- Titolo originale: The My Two Dads
- Diretto da: Michael Schultz
- Scritto da: Josh Schwartz & Stephanie Savage

### Trama
Sia Seth che Summer sono già pentiti del fidanzamento, ma non riescono a confidarselo, nonostante le spinte di Taylor e Ryan; inizia così una guerra che, per ognuno, ha lo scopo di far cedere l'altro. Sandy si ritrova a parlare con Frank per capire il motivo del suo arrivo a Newport: questi sostiene di volersi riavvicinare al figlio e anche Julie, parlandone con Kirsten, crede alla sua buona fede. Ryan non si sente pronto ad incontrarlo, ma sia Taylor che Kirsten, lo spingono a cambiare decisione; Frank, inoltre, dice anche di avere il cancro. Scavalcando la decisione di Sandy, Kirsten porta Ryan dal padre ed i due, dopo un primo appuntamento, si mettono d'accordo per una cena tutti insieme a casa Cohen. Kaitlin intanto, che non si impegna a scuola, viene affidata a Will, uno studente modello ed ottimo musicista, che lei ritiene soltanto un "secchione"; alla fine però i due diventano amici. Sandy non è entusiasta all'idea della cena, ma per il bene di Ryan accoglie Frank di buon grado; questi intanto si avvicina sempre più a Julie che lo sostiene durante questi eventi importanti. La serata va bene fino a quando Sandy scopre, grazie ai suoi mezzi, che Frank in realtà non è affatto malato e lo obbliga a dirlo a Ryan, che, deluso, decide di interrompere il rapporto. Julie consola Frank, dispiaciuto dell'inganno, ed i due si baciano.
- Altri interpreti: Chris Brown (Will Tutt), Kevin Sorbo (Frank Atwood), Bridgett Newton (Ms. Tidy), Wayne Dalglish (Brad Ward), Corey Price (Eric Ward)
- Musica: Forever - The Explorers Club, It's Because... We've Got Hair by Tunng, Somewhere In Between - M. Craft, The Commander Thinks Aloud - The Long Winters

## La stagione delle pesche
- Titolo originale: The French Connection
- Diretto da: John Stephens

### Trama
Henri-Michel, il marito di Taylor, scrive il libro "La stagione delle pesche", che parla della loro storia e diventa immediatamente un best seller; Taylor è sincera con Ryan e gli racconta tutto al riguardo, facendosi promettere però, che non lo leggerà. Seth invece va a Seattle per chiedere a Neil la mano di Summer, sperando nel suo rifiuto; Kaitlin intanto, a furia di studiare insieme, si invaghisce di Will e gli propone di passare una serata insieme. Ryan alla fine cede e legge il libro e Taylor allora, infuriata con l'ex marito, decide di chiarire la cosa; lui per farsi perdonare propone un'uscita a tre per convincere Ryan di non avere cattive intenzioni. L'appuntamento però non va bene dal momento che i due sono ancora molto vicini per quanto riguarda le passioni letterarie e neanche Will si trova bene poiché si accorge di quanto Kaitlin sia superficiale. Kirsten si accorge degli affari di Julie e Spencer, smaschera il giro di gigolò e, delusa, decide di licenziare la sua socia mentre Kaitlin dichiara il suo interesse per Will. Seth, di ritorno da Seattle, comunica il rifiuto del dottor Roberts e sia lui che Summer si ritrovano ad essere sollevati dalla sua decisione, soprattutto quest'ultima che decide di rompere il fidanzamento.
- Altri interpreti: Chris Pratt (Ché), Chris Brown (Will Tutt), Michael Nouri (Dr. Neil Roberts), Brandon Quinn (Spencer Bullit), Henri Lubatti (Henri-Michel), Gérard Ismaël, Wayne Dalglish (Brad Ward), Corey Price (Eric Ward), Jesse Burch (Commesso della libreria), Craig Susser (Ragazzo), Ashley Hartman (Holly Fischer), Jessica Friedman (Liza), Ellen Woglom (Brynn), Scott Rodgers (Cameriere), Xavier J. Nathan (Professore di francese), Brian Guest (Ken), Scott Krinsky (Darryl), David Stifel (Bill).

- Musica: Turn On Me - The Shins, I Spy - Get Cape. Wear Cape. Fly, I Ain't Losin' Any Sleep - The Sunshine Underground, The West Coast - Jason Schwartzman

## L'amante dei sogni
- Titolo originale: The Dream Lover
- Diretto da: Patrick Norris
- Scritto da: Leila Gerstein

### Trama
La storia fra Summer e Seth e quella tra Ryan e Taylor sono in sospeso e nessuno si decide a fare il primo passo; Ryan aspetta che Henri-Michel se ne torni in Francia, ma questi è intenzionato a trasferirsi stabilmente a Newport. Arriva poi anche Chè, ben disposto ad aiutare Seth a risollevarsi il morale, in quanto ha captato un'aura negativa intorno a lui. Henri-Michel chiede a Taylor di trasferirsi da lui e lei è tentata, sapendo che le differenze tra lei e Ryan sono immense. Intanto la storia tra Kaitlin e Will procede bene fino a che si fa viva Lucy, suonatrice, come lui, della banda scolastica ed innamorata del ragazzo, con la quale si accende subito una discussione. Chè porta Seth nel bosco, per aiutarlo a ritrovare la sua felicità e consiglia a Summer di fare lo stesso mentre Ryan, deciso a scusarsi con Taylor, scopre che questa andrà a convivere con l'ex marito. Infine i due ragazzi si lanciano una guerra a colpi di versi e Ryan supera una volta per tutte la sua timidezza; questo però porta Taylor alla decisione di stare da sola, per imparare a non dipendere più dall'amore. Kaitlin intanto, parlando con Lucy, capisce di non condividere le passioni di Will e di non meritarlo e per questo lo tratta male allo scopo di allontanarlo. Chè infine, in seguito ad un'esperienza mistica, capisce che il suo animale guida, la rana, è attratto da quello di Seth, la foca e non sa come confessargli la cosa; Summer invece, scoperto l'animale guida del ragazzo, decide di operare attivamente per la salvaguardia di questi animali.
- Altri interpreti: Chris Pratt (Ché), Chris Brown (Will Tutt), Brandon Quinn (Spencer Bullit), Henri Lubatti (Henri-Michel), Julia Ling (Lucy), Lorna Scott (Beatrice), Wyndoline Landry (Rachel), Kirstin Pierce (Fiona Dunsmore), Stacy Barnhisel (Newpsie), Eden Sher (Jane), Anthony Locke (Sam)
- Musica: Dear Mr. Supercomputer - Sufjan Stevens, The New E Blues - The Western States Motel, Garcon Glacon- April March, Du Temps - The Low Standards, Hidden In The Sand - Tally Hall, Tel Que Tu Es - Charlotte Gainsbourg, Return to Me - Sparklehorse

## Il Giorno della Marmotta
- Titolo originale: The Groundhog Day
- Scritto da: Mark Fish

### Trama
È in arrivo il Giorno della Marmotta, una festa popolare, nonché il 40º compleanno di Kirsten, Chè mette in atto un piano per liberare il roditore e coinvolge Seth, la sua presunta metà. Intanto sia Ryan che Taylor soffrono per la separazione e vivono di ricordi mentre Kaitlin scopre che la madre frequenta qualcuno ed è intenzionata a vederci più chiaro dal momento che puntava sul suo rapporto con il ricco Gordon Bullit con il quale si è sentita per email fingendosi Julie. Al suo ritorno questi comunica alla ragazza l'intenzione di sposare la madre e Kaitlin decide di aiutarlo ad organizzare la sua dichiarazione; intanto il piano per liberare Chuck, la marmotta, fallisce e Chè e Seth vengono messi in prigione, proprio qui il primo, incontrando una ragazza travestita da marmotta, riesce ad interpretare il sogno riguardo agli animali guida, capendo che la sua anima gemella non è affatto una foca; lei è finita in prigione dopo aver prestato a Summer il costume che le ha permesso di salvare Chuck per fare un favore allo stesso Chè. Kirsten, invece, sofferente tutto il giorno, decide di fare una visita e scopre di essere incinta: lo comunica a Sandy proprio durante i festeggiamenti per il suo compleanno, mandandolo al settimo cielo; Ryan e Taylor intanto si chiariscono una volta per tutte decidendo finalmente di tornare insieme. Julie accetta la richiesta di fidanzamento per far felice la figlia che con l'uomo ha un ottimo rapporto, soffocando così i suoi sentimenti per l'amante misterioso, che si scopre essere Frank Atwood, il padre di Ryan.
- Altri interpreti: Chris Pratt (Ché), Gary Grubbs (Gordon Bullit), Kevin Sorbo (Frank Atwood), Alison La Placa (Dr. Jameson), Sandra McCoy (Pollastra hippie), Wayne Dalglish (Brad Ward), Corey Price (Eric Ward), Elayn Taylor (Dr. Harris), Amy Shelton-White (Addetti all'evento), Scott Krinsky (Darryl), Chris Damiano (Guardia della sicurezza n. 1), Chris Damino (Guardia della sicurezza n. 1), Price Carson (Guardia della sicurezza n. 2), Scott Stenholm (Ragazzo delle consegne), Mel Fair (Giornalista), Tom Billett (Poliziotto), Phil Kaufmann (Chauffeur), Isabel Cueva (Molly)
- Musica: Gronlandic Edit - of Montreal, Lazy Eye - Silversun Pickups, Leave Home - The Chemical Brothers, High Lonesome Moan - Pajo, And I Was A Boy From School - Hot Chip, The House We Live In - The Stills

## La forza del destino
- Titolo originale: The Case of the Franks
- Diretto da: Norman Buckley
- Scritto da: J.J. Philbin

### Trama
Taylor, preoccupata per il comportamento di Ryan e trovando un indirizzo in camera sua, decide di vederci più chiaro finendo per incontrare Frank con cui parla del ragazzo; decide così di aiutarli a riallacciare i rapporti. A cena tutti insieme i due ragazzi scoprono del suo amore per Julie e Taylor decide di aiutare Frank anche con lei. Summer intanto inizia ad avere dei dubbi riguardo alla sua storia con Seth dopo aver parlato con una veggente che la vede legata a qualcuno di nome George; tutte le previsioni della chiromante si avverano e la ragazza è terrorizzata all'idea di avere un'altra anima gemella. Kirsten si lascia andare ai ricordi di quando, al liceo, stava con Jimmy e Sandy la scopre a riguardare vecchie foto; intanto Kaitlin scopre le intenzioni di Taylor e Ryan ed ha intenzione di far prevalere Bullit, il suo preferito. L'organizzazione di San Valentino diventa così una guerra a colpi di sentimento, per quanto riguarda i primi, e di soldi per i secondi. Summer, dopo aver fatto venire una crisi a Seth con le sue insicurezze, scopre che George in realtà era G.E.O.R.G.E., un gruppo che si occupa di risorse geo-energetiche, interessato al suo impegno attivo nel salvataggio delle foche, che ha intenzione di offrirle un lavoro e lei non sa se prendere una pausa dall'università e partire, lasciando Newport e Seth, per 6 mesi. Kirsten intanto confida a Sandy di aver lasciato Jimmy dopo aver abortito di nascosto e poi i due benedicono il giorno in cui si sono incontrati, a Berkeley, ed hanno dato inizio alla loro famiglia. Julie, "rapita" da Taylor rifiuta la richiesta di matrimonio di Frank per il bene di Kaitlin che però capisce che Bullit non è la scelta giusta per lei, lasciandola libera di correre dal suo vero amore.
- Altri interpreti: Kevin Sorbo (Frank Atwood), Gary Grubbs (Gordon Bullit), Max Greenfield (giovane Sandy Cohen), Ellen Hollman (giovane Kirsten Nichol), Graham Miller (giovane Jimmy Cooper), Cathy Lind Hayes (l'insegnante), Viji Nathan (la sensitiva), Wayne Dalglish (Brad Ward), Corey Price (Eric Ward), Tristan Price (Giovane Seth Cohen), Chelsea Smith (Giovane Summer), Bella Thorne (Giovane Taylor), Patty Onagan (Mima), Connor Webb (Giovane Lukie), Mel Fair (Giornalista), Kerby Moore (Giovane Holly), Samantha Figura (Giovane Taryn), Joseph Anthony (Luis), Michael Schur (Paul)

- Musica: Theme From Picnic (Moonglow) - Frank Chacksfield & His Orchestra, Talk About the Passion - R.E.M., Start Today Tomorrow - Youth Group, Unaware - The Midway State

## Il grande passo
- Titolo originale: The Shake Up
- Diretto da: Ian Toynton
- Scritto da: Josh Schwartz, Mark Fish staff (scrittore), John Stephens

### Trama
Taylor ha intenzione di farsi invitare da Ryan ad andare a Berkeley insieme e a farsi dire per la prima volta "Ti amo"; ma ciò si rivela più complicato di quello che pensa; Inoltre è anche in arrivo il suo compleanno e non sta più nella pelle dal momento che non l'ha mai veramente festeggiato. Kirsten invece inizia i suoi corsi pre-maternità ed incontra Holly, vecchia compagna del liceo di Seth, che la obbliga subito ad entrare nel suo gruppo delle "pettegole scolpite". Kaitlin ancora non vede di buon occhio la storia di sua madre con Frank e cerca di screditarlo in ogni modo davanti a Julie mentre Seth e Summer cercano di unire i loro hobby, ambiente e cinema, con scarsi risultati: il primo lancia una sfida alla seconda, che non fa che criticare, obbligandolo a girare un documentario migliore di quelli in mostra ad una premiazione. Sandy intanto viene invitato dal suo collega Jason Spitz ad una cena assieme alla moglie e Kirsten accetta controvoglia, visto lo scontro mattutino con l'ipocrisia delle donne di Newport e Carrie non si rivela essere migliore. Dopo una cena messa in piedi allo solo scopo di far pronunciare a Ryan le fatidiche parole, Taylor, ubriaca, svela il suo piano a Ryan che finalmente le confessa di amarla; successivamente rivela al fidanzato di aver fatto domanda alla sua stessa università, e lui non ne è entusiasta. Il giorno della festa Ryan cambia il regalo che aveva comprato per Taylor: troppo romantica la raccolta di poesie amate dalla ragazza che viene quindi sostituita con un dizionario. Taylor ci resta male e i due discutono, tanto da far sembrare finita la loro storia. Alla fine però capisce di amarla davvero e glielo confessa, rendendola felicissima il giorno del suo compleanno. Anche Julie e Kaitlin si chiariscono e la prima decide di rallentare la storia con Frank per dedicare più tempo alla figlia; Seth invece, dopo aver girato il suo documentario capisce di avere uno scopo nella vita, quello di diventare critico di cinema. Proprio quando tutti si sono chiariti, però, avviene un terribile terremoto che sconvolge l'intera California.
- Altri interpreti: Kevin Sorbo (Frank Atwood), José Zúñiga (Jason Spitz), Bre Blair (Carrie Spitz), Brian Kubach (Barista), Ashley Hartman (Holly Fischer), Ryan Dowler (Ragazza incinta n. 1), Jessica Williams (Ragazza incinta n. 2), Mark Fish (postino)

- Musica: I Still Remember - Bloc Party, Broken In All The Right Places - I Am Jen, Debaser - Rogue Wave, What Were The Chances - Damien Jurado, The Sad Song - Fredo Viola

## Manovre notturne
- Titolo originale: Night Moves
- Diretto da: Patrick Norris
- Scritto da: Stephanie Savage

### Trama
Ryan si ferisce proteggendo Taylor e, dopo essersi incontrati con Seth e Summer, tenta di farsi portare in ospedale di nascosto dal primo, per non spaventare le ragazze; Julie e Kaitlin invece sono intrappolate in una gelateria, dove il gelataio impedisce loro di uscire con una scusa per stare vicino a Kaitlin per cui ha una cotta; tuttavia le due vengono salvate da Frank e finalmente quest'ultimo e la ragazza diventano amici. Sandy e Kirsten sono illesi e cercano di aiutare la comunità, ma durante una scossa di assestamento, lei cade dalle scale e teme di aver perso il bambino. Intanto Seth e Ryan non hanno fortuna: prima si perdono e poi bucano una gomma, nel tentativo di cambiarla si spezza il crick e decidono di proseguire a piedi; Ryan sfinito si siede sul ciglio della strada mentre Seth va in cerca di aiuto. Trova i suoi amici barboni ad uno dei quali regala la Range Rover in cambio di un carello della spesa utile per poter portare Ryan in ospedale. Per fortuna, mentre corre da Ryan, entrambi vengono raccolti da Julie, Frank e Kaitlin che li accompagnano in ospedale. Intanto a casa arriva la madre di Taylor e questa, impaurita dall'idea degli sciacalli, le spara ad una gamba; anche Pancakes, il coniglio di Summer è ferito, così con Taylor sono costrette a portare entrambi in ospedale con dei mezzi di fortuna; l'incidente però finalmente avvicina di nuovo madre e figlia. Infine anche Sandy e Kirsten ricevono la bella notizia: il nascituro sta bene e si tratta di una femminuccia; il ritorno a casa però rivela una brutta sorpresa: il tetto è crollato a causa delle scosse.
- Altri interpreti: Kevin Sorbo (Frank Atwood), Paula Trickey (Veronica Townsend), Aaron Fors (Gary), Lorna Scott (Beatrice), Scott Krinsky (Darryl), Ricardo Molina (dottore del pronto soccorso), Craig Susser, Elayn Taylor (Dr. Harris)

- Musica: The Sad Song - Fredo Viola, Like Spinning Plates - Radiohead, I Turn My Camera On - Rock Kills Kid, The Incarnation - Sufjan Stevens, Rusted Wheel - Silversun Pickups, Kreuzberg - Bloc Party

## Nella fine, il principio
- Titolo originale: The End's Not Near, It's Here
- Diretto da: Ian Toynton
- Scritto da: Josh Schwartz

### Trama
Sei mesi dopo il terremoto scopriamo che i Cohen si sono trasferiti a casa Cooper-Roberts e che anche Julie è incinta ed in procinto di sposarsi con Bullit; Taylor è di nuovo in Francia e Seth e Summer stanno per partire per il college. Summer ha abbandonato il suo impegno da ambientalista e non fa altro che guardare la tv insieme al suo fidanzato. La casa dei Cohen è completamente distrutta, perciò Sandy e Kirsten si danno da fare per cercare una nuova casa; nessuna tuttavia sembra essere abbastanza accogliente. Così Ryan e Seth si recano a Berkeley per cercare di comprare la casa in cui i genitori abitavano durante il periodo dell'università (infatti si trasferirono a Newport quando Seth aveva due anni). Ryan e Taylor dopo il terremoto hanno cercato di trovare interessi in comune, ma si sono resi conto di non averne abbastanza: per questo si sono lasciati. Nel frattempo Taylor torna e cerca di aiutare Summer a ritrovare le sue passioni, compresa quella per l'ambientalismo.
Alla vigilia del matrimonio Julie rivela a Kaitlin di essere incinta di Frank Atwood e non di Bullit; il futuro sposo ne è a conoscenza e le ha comunque chiesto di sposarlo. Kaitlin si rende conto che sua madre non è innamorata dell'uomo che deve sposare; dunque parla con Frank, che, preso dal panico, aveva mollato Julie dopo aver scoperto della sua gravidanza. Kirsten e Sandy si recano a Berkeley, per convincere gli attuali inquilini della loro vecchia casa a venderla a loro; appena arrivati a Berkeley, le acque di Kirsten si rompono e la donna partorisce: il nuovo nato è una bambina, che viene chiamata Sophie Rose Cohen. A causa della nascita inaspettata, che impedisce a Kirsten di partecipare alle nozze di Julie, l'amica decide di celebrare il matrimonio a Berkeley per averla vicina. Taylor e Ryan, trovatisi insieme per la prima volta dopo essersi lasciati, non riescono a trattenere l'attrazione che c'è fra loro e fanno l'amore in una delle stanze della casa.
Proprio al momento del "Lo voglio" Frank, che a Newport era corso a casa dei Cooper per interrompere il matrimonio, chiama Julie, le dice di amarla e di volerla sposare per vivere insieme a lei, il loro bambino e Kaitlin; Julie lascia l'altare, scossa dall'enorme confusione che l'attanaglia. Vista la serie di coincidenze avvenute, i proprietari della casa, che le considerano segni del destino, decidono di venderla ai Cohen. Seth e Summer decidono che la cosa più salutare per la loro vita di coppia sia una breve separazione e la ragazza decide di partire con GEORGE, per girare il Paese seguendo le elezioni e sensibilizzare gli Americani sulle tematiche ambientali. Ryan e Taylor si rimettono insieme, ma decidono di vivere separati: Ryan all'università e lei in Francia. Julie invece lascia entrambi gli uomini e, contando solo sulle proprie forze per andare avanti si iscrive all'università, dove riesce a laurearsi.
I Cohen abbandonano Newport, ma Ryan decide di trattenersi ancora un po' nella casa che ha amato tanto prima di lasciarla per sempre, che il terremoto ha reso ormai inagibile, ripensando alla prima notte passata lì, al mattino seguente e al momento in cui i Cohen decisero di adottarlo, infine il giovane Atwood lascia l'abitazione con la sua auto e per un momento rivede Marissa, pensando alla prima volta che pensò di non rivederla più (nel primo episodio), a dimostrazione del fatto che ormai la ragazza farà sempre parte di lui ma che non è più un fantasma doloroso del suo passato, ma un dolce ricordo.
Dopo un salto temporale di cinque anni troviamo che Sandy ha ricevuto una cattedra come professore di giurisprudenza a Berkeley e che Ryan è diventato architetto. Julie ha partorito ed è tornata insieme a Frank Atwood. Summer e Seth si sposano alla presenza dei loro amici e delle loro famiglie.
La serie si chiude con un'immagine che ci porta alla prima puntata, ovvero con Ryan che, tornando a casa dal lavoro, incontra un ragazzo in difficoltà che gli ricorda sé stesso; gli offre il proprio aiuto, proprio come Sandy aveva fatto con lui.
- Altri interpreti: Kevin Sorbo (Frank Atwood), Gary Grubbs (Gordon Bullit), Brandon Quinn (Spencer Bullit), Todd Sherry (Todd), Jim Pirri (Patrick), Daniel Graves (Justice of the Peace), David Paluck (Ispettore), Kirstin Pierce (Fiona Dunsmore), Christopher Gehrman (Agente della dogana), Curtis Mark Williams (Tom), Don Williams (Conducente)

- Musica: The New Seeker - Clinic, Shine On - Jet, On a Saturday - Jacob Golden, Life Is a Song - Patrick Park